# Le Faucon malté
Cet article possède un paronyme, voir Le Faucon maltais.
Le Faucon malté (titre original : The Falcon's Malteser) est un roman policier de littérature d'enfance et de jeunesse d'Anthony Horowitz, paru en 1986. Il fait partie de la série de romans Les Frères Diamant.

## Résumé
Herbert Simple, appelé Tim Diamant, est un mauvais détective qui vit avec son petit frère, Nick, âgé de treize ans. Il n'a pas d'enquête à charge. Au début du roman, un étrange nain, Johnny Naples, lui demande de garder précieusement un paquet qu'il ne doit absolument pas ouvrir, pendant une semaine. Le salaire pour ce travail sera de 200 livres au total. En revenant d'une promenade, Tim et Nick découvrent leur appartement sens dessus-dessous. Tim est persuadé de connaître le coupable car le jour même de l'incident, il avait reçu une lettre d'une personne appelée "Le gros". Il n'y avait aucun indice sur la lettre, juste un lieu, une date, et une heure. "Le gros" voulait rencontrer Tim Diamant. Lors du rendez-vous la personne expliqua au détective, qu'il voulait l'aider et que quelqu'un l'avait fouillé dans le but de trouver un paquet qui, selon lui, contenait une bombe. Face au danger, les deux frères sont obligés d'ouvrir le paquet pour savoir à quoi ils ont à faire et pourquoi ils risquent leur vie. Ils découvrent une boîte de chocolats maltés qui cache une énorme fortune en diamants. Des gangsters du monde entier vont essayer de voler ce paquet et de déchiffrer l'énigme pour accéder à cette fameuse cachette...